# Paralichthys
A Paralichthys a csontos halak (Osteichthyes) főosztályának a sugarasúszójú halak (Actinopterygii) osztályába, ezen belül a lepényhalalakúak (Pleuronectiformes) rendjébe és a Paralichthyidae családjába tartozó nem.

## Rendszerezés
A nembe az alábbi 18 faj tartozik:
- Paralichthys adspersus (Steindachner, 1867)
- Paralichthys aestuarius Gilbert & Scofield, 1898
- Paralichthys albigutta Jordan & Gilbert, 1882
- Paralichthys brasiliensis (Ranzani, 1842)
- Paralichthys californicus (Ayres, 1859)
- Paralichthys delfini Pequeño & Plaza, 1987
- Paralichthys dentatus (Linnaeus, 1766)
- Paralichthys fernandezianus Steindachner, 1903
- Paralichthys isosceles Jordan, 1891
- Paralichthys lethostigma Jordan & Gilbert, 1884
- Paralichthys microps (Günther, 1881)
- Paralichthys olivaceus (Temminck & Schlegel, 1846)
- Paralichthys orbignyanus (Valenciennes, 1839)
- Paralichthys patagonicus Jordan, 1889
- Paralichthys squamilentus Jordan & Gilbert, 1882
- Paralichthys triocellatus Miranda-Ribeiro, 1903
- Paralichthys tropicus Ginsburg, 1933
- Paralichthys woolmani Jordan & Williams, 1897

## Képek

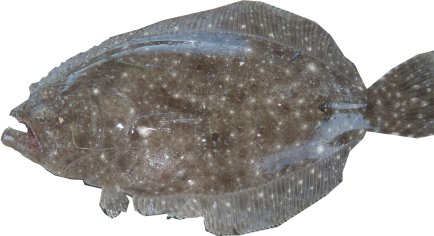
Paralichthys albigutta
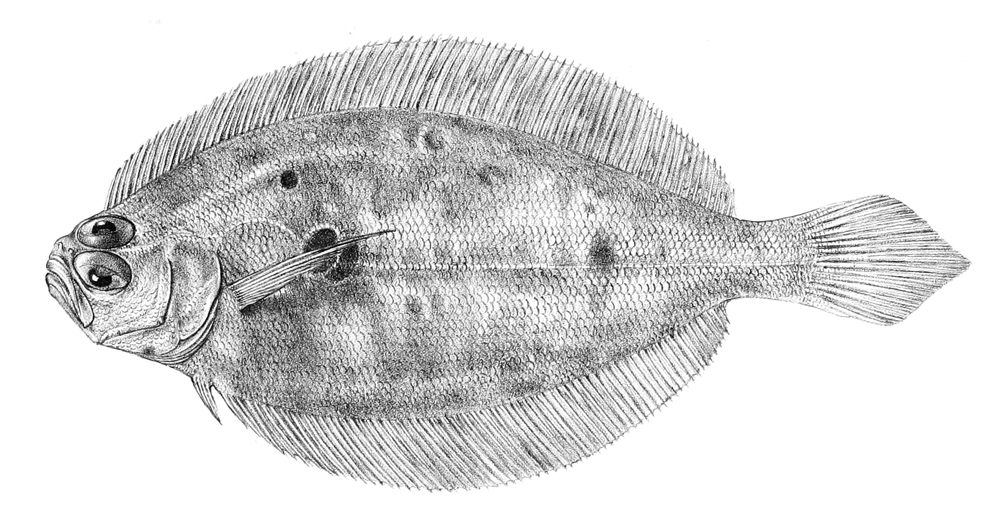
Paralichthys brasiliensis
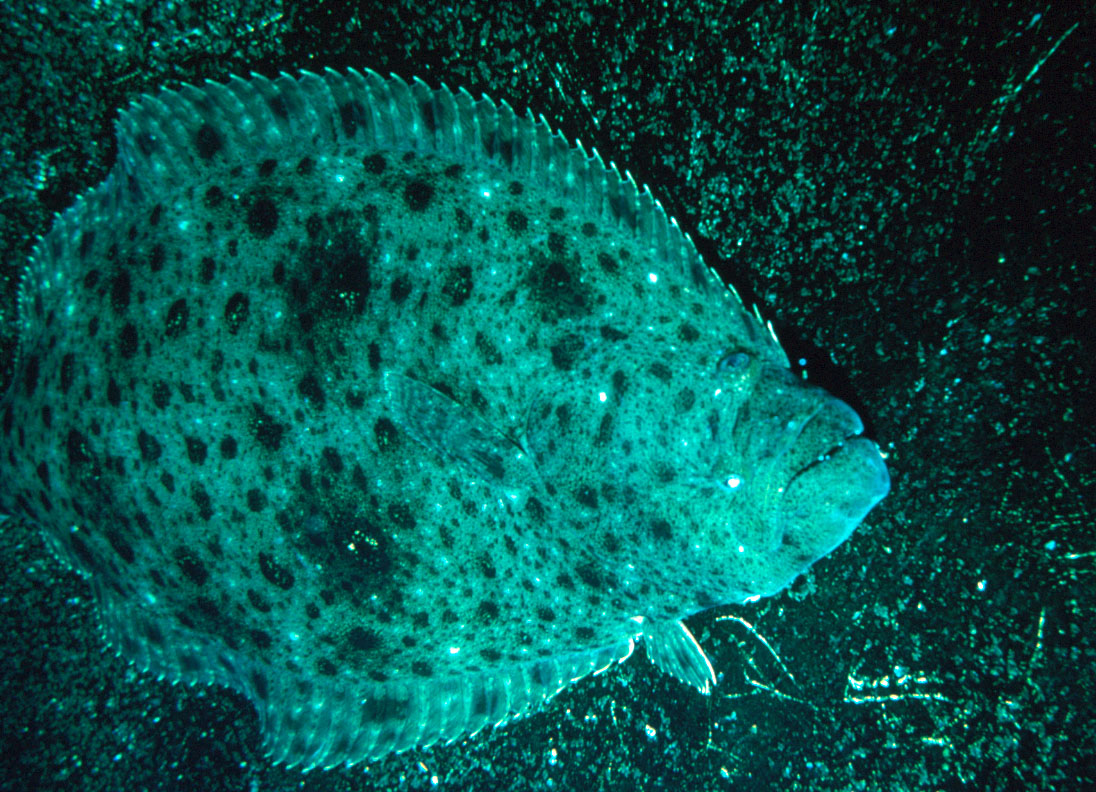
Paralichthys californicus
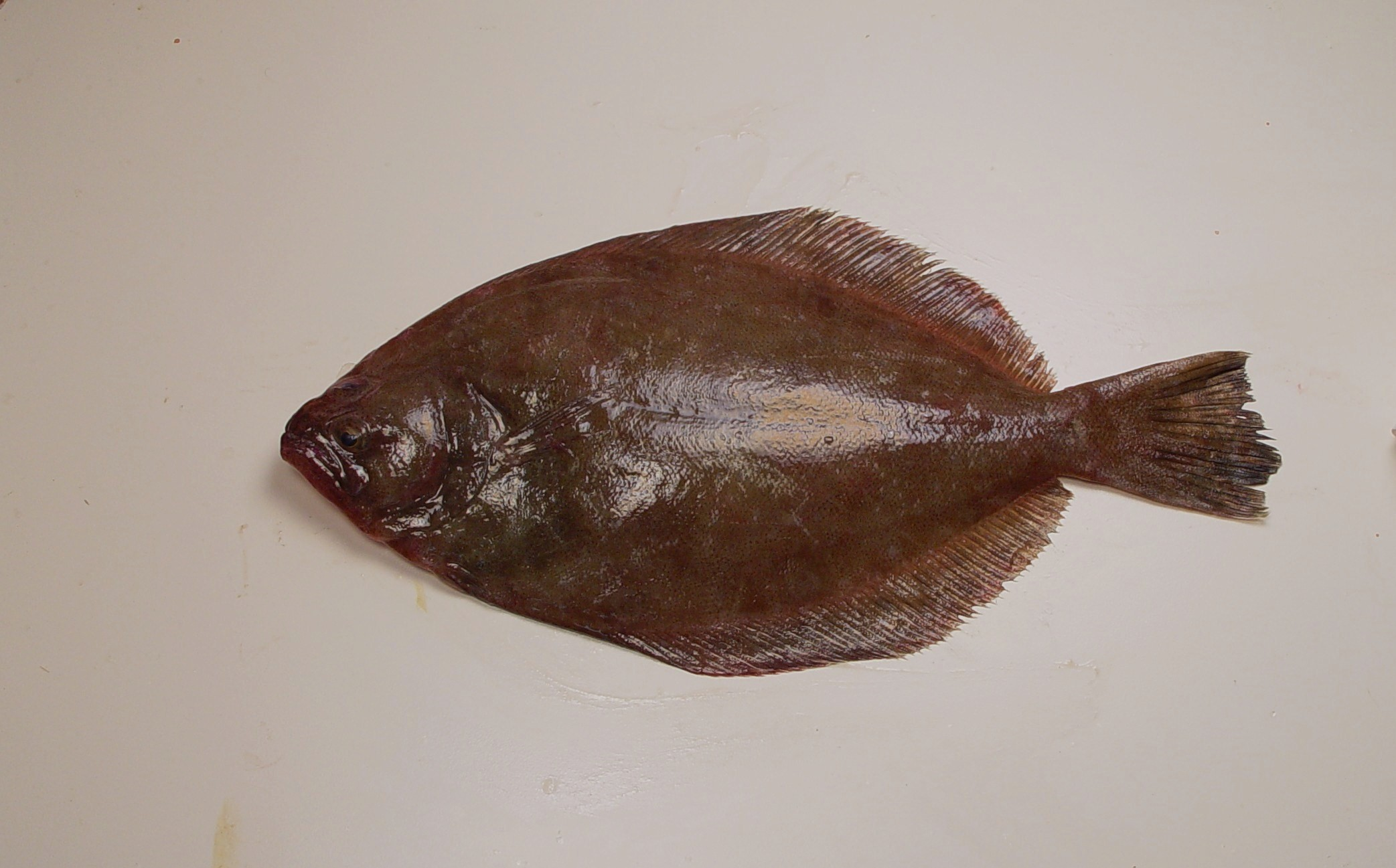
Paralichthys lethostigma
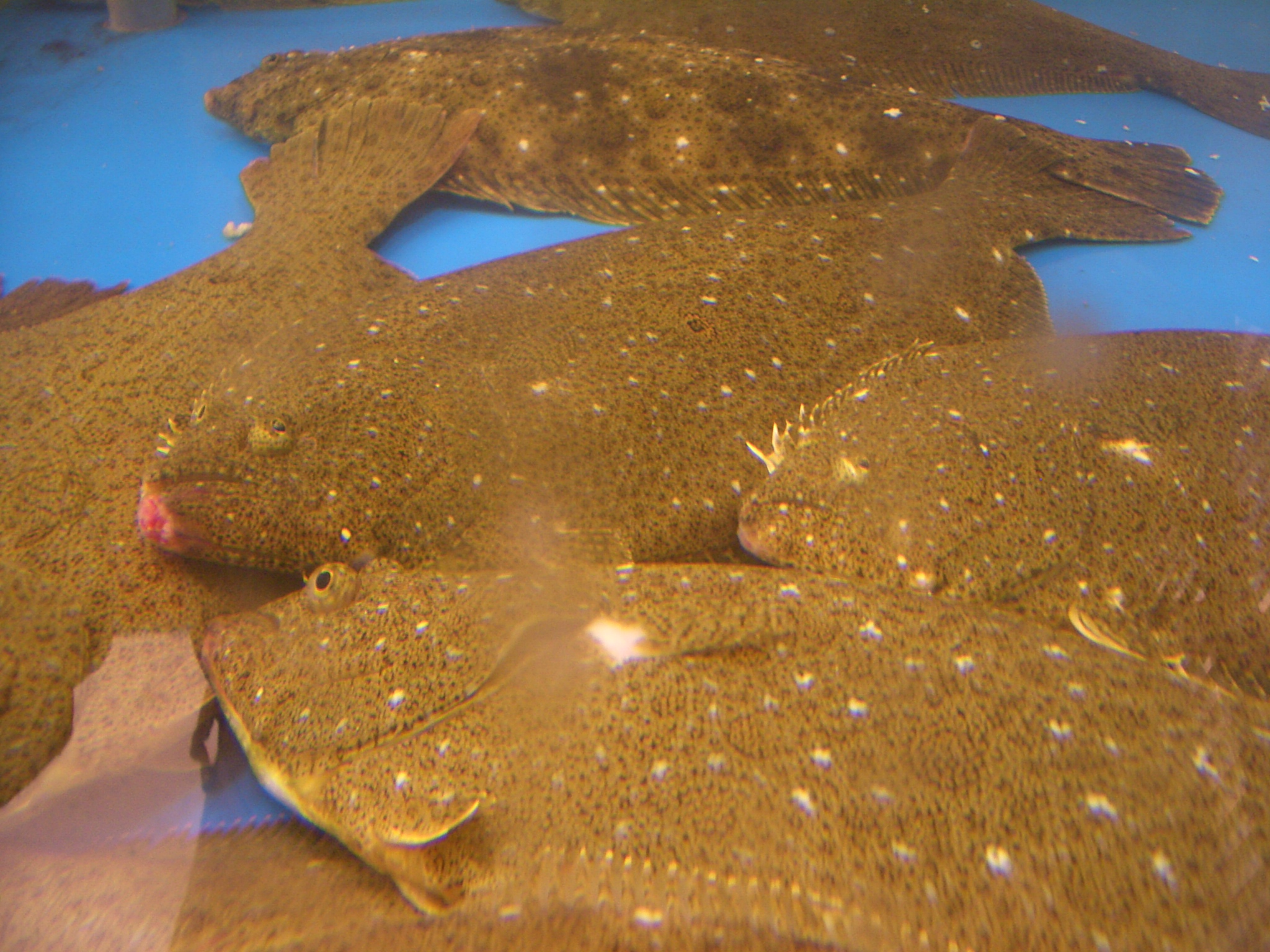
Paralichthys olivaceus
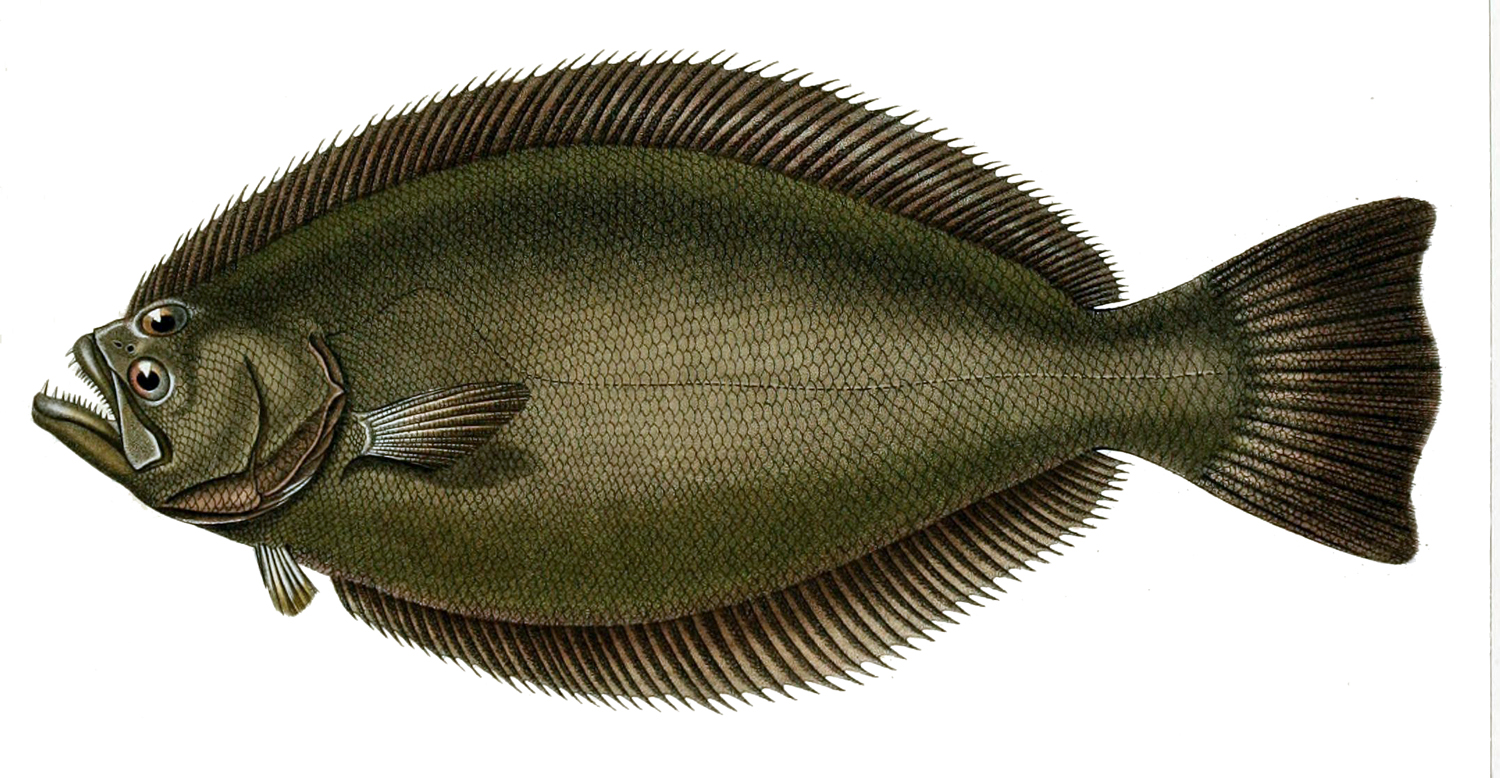
Paralichthys orbignyanus
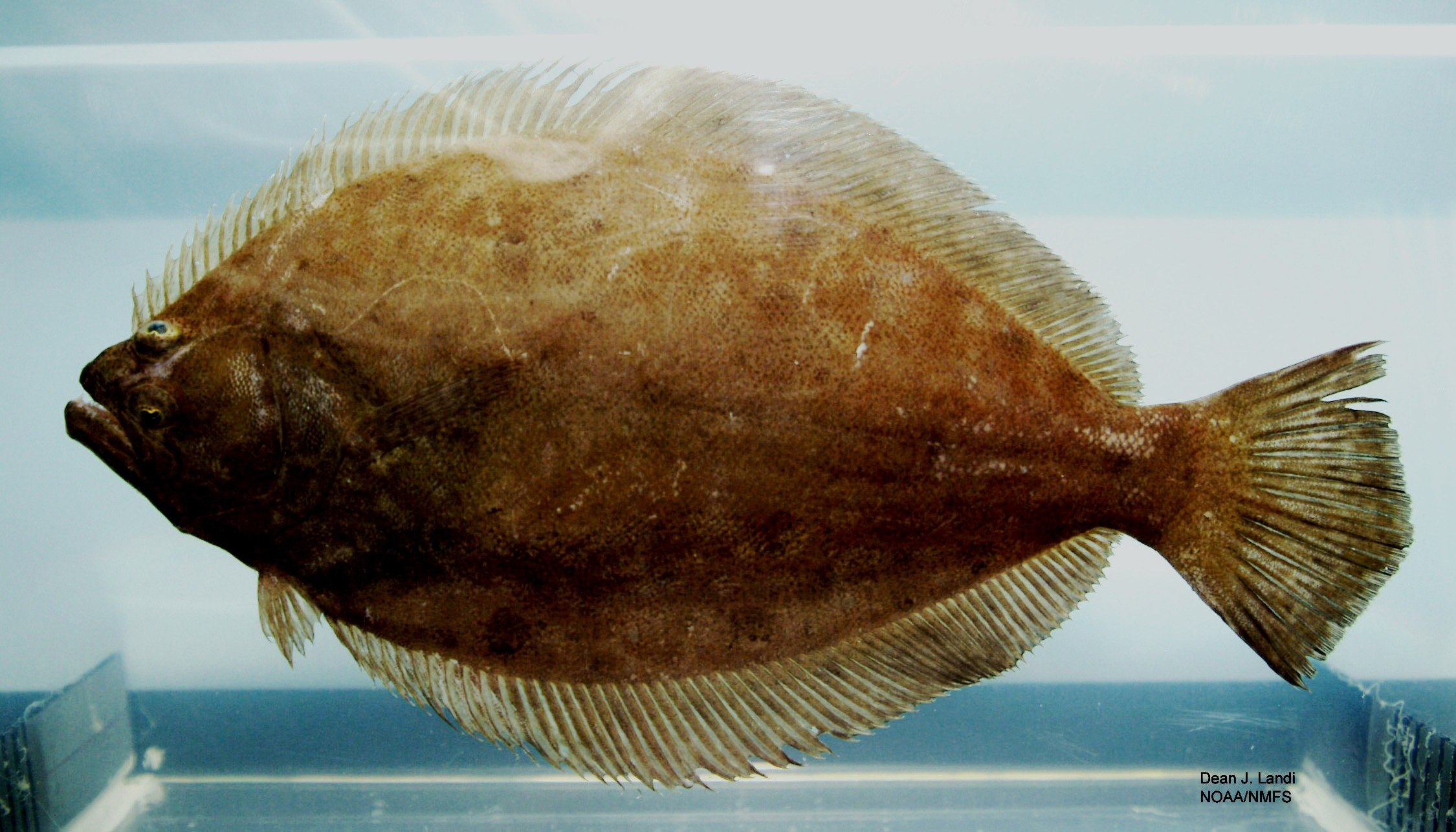
Paralichthys squamilentus